# Теренозецький сільський округ (Сирдар'їнський район)
Теренозе́цький сільський округ (каз. Тереңөзек ауылдық округі, рос. Теренозекский сельский округ) — адміністративна одиниця у складі Сирдар'їнського району Кизилординської області Казахстану. Адміністративний центр та єдиний населений пункт — село Теренозек.
Населення — 11437 осіб (2021; 10383 у 2009, 10527 у 1999, 10142 у 1989).
Станом на 1989 рік існували Теренозецька селищна рада (смт Теренозек) та Кундиздинська сільська рада (села Амангельди, Кзил-Дікан). Пізніше село імені Калжан-Ахуна (колишнє Амангельди) утворило окремий сільський округ імені Калжан-Ахуна. 2013 року до складу села Теренозек було включено село Малібаєв ліквідованого Кундиздинського сільського округу.

## Склад
До складу округу входять такі населені пункти:
| Населений пункт | Населення, осіб (1989) | Населення, осіб (1999) | Населення, осіб (2009) | Населення, осіб (2021) |
| --------------- | ---------------------- | ---------------------- | ---------------------- | ---------------------- |
| Малібаєв, село  | 1073                   | 1119                   | 1251                   | -                      |
| Теренозек, село | 9069                   | 9408                   | 9132                   | 11437                  |